# سئانا کوفوئد
سئانا کوفوئد (به انگلیسی: Seana Kofoed) (زاده ۱۳ اوت ۱۹۷۰) بازیگر آمریکایی است.
از فیلم‌های معروف او می‌توان به بازی در فیلم زندگی تبهکاری اشاره کرد.